# Alice Beuns
Alice Beuns, née le 5 février 1901 à Malaunay et morte le 7 mai 1995 à Yvetot, est une athlète française, spécialiste du sprint

## Biographie
Elle remporte lors des Championnats de France d'athlétisme 1922 les épreuves de 80 mètres et 80 mètres haies.
Elle obtient aux Olympiades féminines de 1922 une médaille d'or en relais 4 x 75 mètres, une médaille d'argent en relais 4 x 175 mètres et deux médailles de bronze sur 250 mètres et 65 mètres haies.
Elle épouse la même année Auguste Emmanuel Robert Coquin, à Rouen.